# РНК-вакцина
РНК-вакцина, вакцина на основе рибонуклеиновой кислоты — вакцина, действующая часть которой — рибонуклеиновая кислота (обычно матричная, мРНК), кодирующая белок, характерный для патогена. 
Помимо собственно РНК, в вакцине присутствует оболочка, защищающая РНК от разрушения и обеспечивающая проникновение РНК в клетку. Тем не менее, что особенно критично в условиях пандемии, создание векторов доставки является дополнительным тормозящим процесс фактором, и потому от нее можно отказаться: за разработку методов защиты мРНК от иммунной системы Каталин Карико и Дрю Вайсман получили Нобелевскую премию 2023 года.
Когда вакцинная РНК попадает в клетку, клеточные механизмы синтеза белков продуцируют закодированный в РНК белок. Этот белок действует как антиген: его обнаруживает иммунная система организма и обучается на этом белке — в организме формируется иммунитет. В дальнейшем, при попадании в организм патогена, иммунная система опознаёт его по уже известному белку и уничтожает инфекцию, не давая развиться заболеванию.

## Общее описание

РНК-вакцины могут быть разработаны против всех белковых антигенов, поскольку после вакцинации РНК-вакциной во время трансляции на основе матрицы РНК образуется белок. Таким образом могут быть созданы вакцины против белковых антигенов вирусов, бактерий или опухолей. При использовании РНК-вакцин для иммунизации против инфекционных заболеваний отпадает необходимость введения в организм самих инфекционных агентов (ослабленных или убитых): клетки, внутрь которых попадает вакцинная РНК, сами производят антиген инфекционного агента, в результате организм учится распознавать и нейтрализовывать его, приобретая, таким образом, иммунитет.
Чтобы создать мРНК-вакцину против вируса, не нужен сам вирус, достаточно иметь его секвенированный геном. Вакцинная мРНК создаётся на основе короткой генетической последовательности из генома вируса, кодирующей один из его белков (обычно используется спайк-белок, с помощью которого вирус проникает в клетку). Синтезированная мРНК помещается в липидную наночастицу, которая доставляет вакцинную мРНК внутрь клетки. Попав внутрь клетки, мРНК использует внутриклеточные механизмы синтеза закодированного в ней белка. Затем этот белок выходит на поверхность клетки, и иммунная система организма начинает на него реагировать, в процессе этой реакции вырабатывается иммунный ответ на вирусный белок.

## Типы РНК-вакцин
На 2018 год созданы три типа РНК-вакцин, все на основе матричной РНК:
1. Нереплицирующаяся мРНК-вакцина
2. Самореплицирующаяся мРНК-вакцина
3. Дендритно-клеточная нереплицирующаяся мРНК-вакцина